# Роопс, Сийм
Сийм Роопс (эст. Siim Roops; 4 марта 1986, дер. Кроотузе, сельсовет Ихамару (ныне волость Канепи), Пылвамаа) — эстонский футболист, центральный защитник. Выступал за национальную сборную Эстонии.

## Биография

### Клубная карьера
Начал выступать на взрослом уровне в 16-летнем возрасте в составе клуба «Таммека» из Тарту. В 2004 году со своим клубом стал победителем турнира первой лиги. В дебютном сезоне в высшем дивизионе, выступая на позиции форварда, стал автором 7 мячей. Свой первый матч в высшем дивизионе сыграл 6 марта 2005 года против таллинского «Динамо» (9:0), отличившись в нём дублем. В следующих сезонах был переведён на позицию защитника.
В 2007 году перешёл в таллинскую «Флору», в её составе дебютировал в чемпионате Эстонии 14 апреля 2007 года в игре с «Тулевиком», выйдя на замену на 80-й минуте вместо Теэта Алласа. В основном составе клуба не закрепился и в середине сезона был отдан в аренду в норвежский клуб низшего дивизиона «Валльрес», а затем — в «Тулевик».
В 2010 году вернулся в «Таммеку», где снова стал игроком основного состава и провёл два сезона. В 2012—2013 годах выступал в третьем и четвёртом дивизионах Норвегии за «Йерв». В конце карьеры играл за «Сантос» (Тарту), с которым в 2014 году сенсационно стал финалистом Кубка Эстонии (команда в то время выступала в третьем дивизионе). В 2016 году закончил игровую карьеру.
Всего в высшем дивизионе Эстонии сыграл 151 матч и забил 12 голов.
Во время выступлений в «Сантосе» работал тренером, в том числе в 2014 году возглавлял дублирующий состав клуба, игравший в четвёртом дивизионе.

### Карьера в сборной
Выступал за молодёжную сборную Эстонии.
В национальной сборной сыграл единственный матч 3 февраля 2007 года против Польши (0:4), заменив на 24-й минуте Энара Яагера. Стал 200-м игроком, выходившим на поле в истории сборной Эстонии.

## Достижения
- Серебряный призёр чемпионата Эстонии: 2007, 2008
- Обладатель Кубка Эстонии: 2008
- Финалист Кубка Эстонии: 2014